# 葬尸湖
葬尸湖（そうしこ、ピンイン: Zàngshīhú、英: Zuriaake）は、1998年に中国の済南市で結成されたブラックメタル・バンドである。

## 沿革
葬尸湖は、1998年に山東省済南市で結成され、メンバーはBloodseaとBloodfireのふたりだった。2004年以降、3人目のメンバーとしてDeadsphereが加わり、バンドの形態が完成した。バンドに沿革についてはほとんど知られていない。『サウスチャイナ・モーニング・ポスト』紙の記事によれば、葬尸湖は中国で最も長く活動を続けているメタル・バンドのひとつであるという。
葬尸湖は、中国最初のブラックメタル専門レーベルであるブラック・ハピネス・プロダクションと契約した後、Bloodfireの別プロジェクトであるYn Gizarm（英吉沙）との合作CD『Autumn of Sad Ode – Siming of Loulan』をリリースした。2006年、葬尸湖はペスト・プロダクションと契約し、翌年、デビュー・アルバム『Afterimage of Autumn』をリリースした。2015年、葬尸湖は2曲入りの『Gu Yan』EPをリリースしたが、これは同年のうちに収録曲を増やしてフル・アルバムとして再リリースされた。2008年から2012年にかけて、Bloodfireが4年間にわたってドイツに留学したため、2015年に『Gu Yan』が発表されるまでバンドに活動は一時休止状態となっていた。
2017年、葬尸湖はフィンランドのスティールフェスト・オープン・エアに招待されて演奏し、初めてヨーロッパでコンサート・ツアーをおこなうこととなった。同時に葬尸湖は、北欧でコンサートをおこなった最初の中国のバンドとなった。2019年8月2日から8月19日にかけて、バンドはヨーロッパ各地を回り、ヴァッケン・オープン・エアなど、いくつかの音楽祭でも演奏した。2018年、葬尸湖はオランダのロードバーン・フェスティバルや、チェコのブルータル・アサルトでも演奏した。
2020年3月、フランスのメタル・レーベルであるシーズン・オブ・ミストが葬尸湖と契約し、彼らの3枚目のアルバムのリリースの計画とともに、最初の2枚のアルバムをこのレーベルから再リリースすることが公表された。

## 音楽スタイル

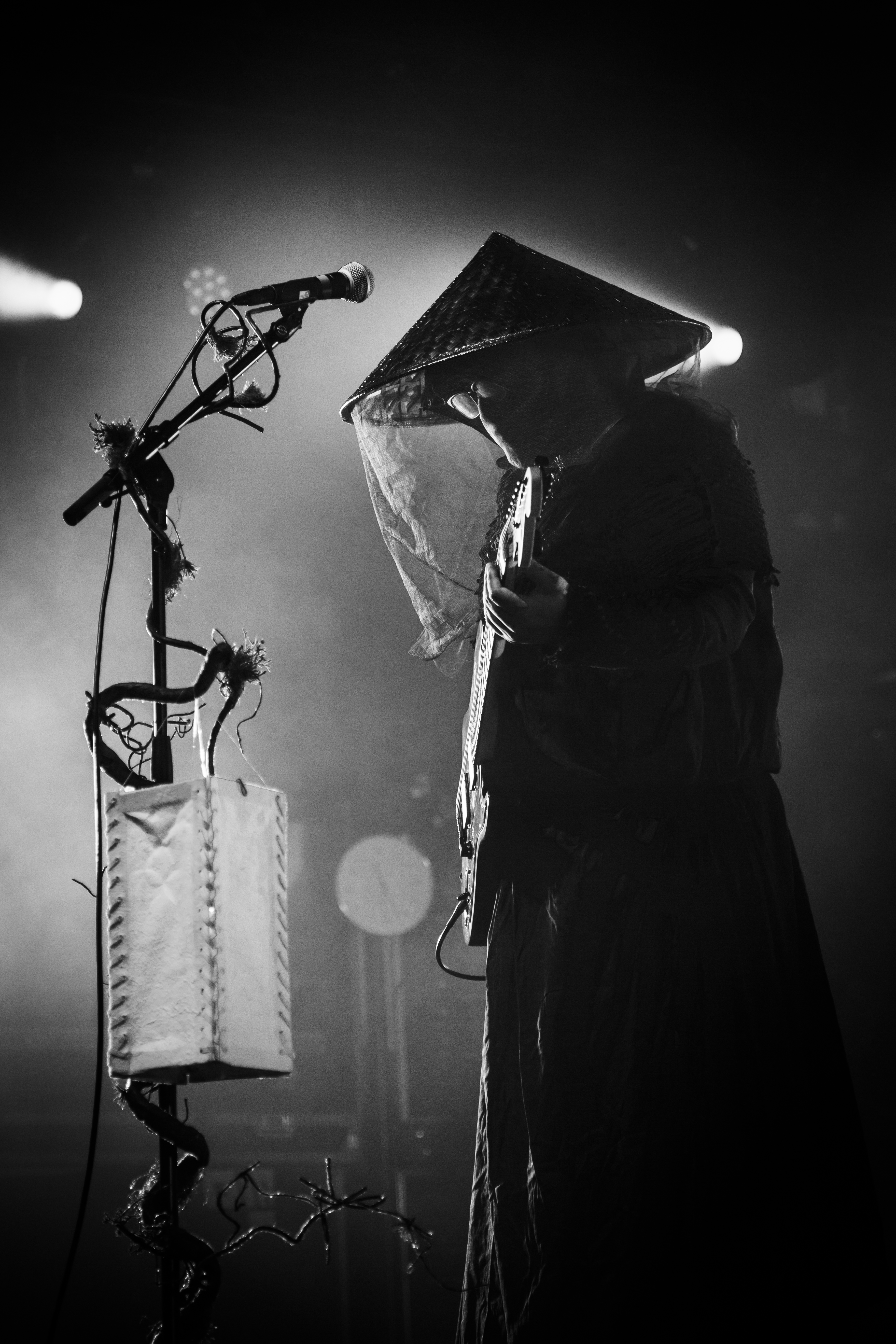
2018年のロードバーン・フェスティバルで演奏する葬尸湖。

葬尸湖は、伝統的なブラックメタルに、中国の音楽の影響を加味した演奏をする。インタビューの中でBloodseaは、グループがブラックメタルを選んだのは、メタル・ジャンルの中でも他の音楽スタイルでは、バンドのメンバーたちの言いたいことを表現できないからだと述べている。ブラックメタルと、それが人間、自然、多神教、先祖崇拝などに向ける見方は、独特な哲学的気質があり、それがバンドの音楽にフィットするのである。ブラックメタルのジャンルで典型的に使用されている楽器の他に、バンドは、木魚、ハンドベル、塤など、伝統的な中国の楽器も用いている。静かでメロディ豊かな部分では、ギターが伝統的なサウンドを創り出す。バンドの曲の中には、20分を超える長さに達するものもある。Bloodfireは、自分たちが影響を受けたバンドとして、バソリー、メイヘム、キャンドルマス、アビゴール、バーズムを挙げている。
歌詞については、伝統的、民俗的な中国の詩から着想が得られており、葬尸湖の曲は中国の伝説や中国神話に取材している。さらにバンドによれば、紀元前771年から紀元前221年にかけての時期、特に戦国時代が、着想を得る元となっており、その時代の書物に現れる感情面の烈しさや絶望がブラックメタル・ジャンルにフィットするのだという。中国にはキリスト教に由来する伝統がないため、反キリストや悪魔崇拝といったテーマは彼らには関係ない。その代わりに、彼らは中国の哲学や歴史に焦点を置いている。

## ステージ
コンサートにおいて、このバンドはフォグマシンを多用する。ドラマー以外のバンド・メンバーは、漢服に似た黒い服に、伝統的に中国の農民が用いる円錐状の斗笠を被って、顔を隠し、昔の釣り人のイメージを演出しようとしている。農民風の斗笠は、柳宗元の詩『江雪』を踏まえている。マイクスタンドには、伝統的なランタンや木の枝が飾られる。コンサートにおいて、メンバーがコープス・ペイントをすることはない。1曲演奏を終えるごとに、バンド・メンバーたちは聴衆にお辞儀をし、また伝統的な手の仕草をして敬意を示す.。
メンバーについての情報はほとんどないが、Bloodfireの正体は山東大学の材料科学工学部の劉嶢教授だという説がある
。Bloodfireは、ソロでのメタル・プロジェクトとしてYn Gizarmをおこなっている。葬尸湖のメンバーは、中国の雰囲気をもったブラックメタル / ダンジョン・シンセのプロジェクト Demogorgon に、Holyarrow や Destruction of Redemption のメンバーたちとともに参加している。

## バンド名
英語のオンライン・マガジンや新聞によると、Zuriaakeというバンド名は、中国風英語のかばん語であり、文字通りの意味は、「死体が埋められた湖」の意味であるという。この名は、中国の詩人で、政府への憎悪から入水自殺した屈原を隠喩している。2016年に中国語でおこなわれたインタビューの中でバンド・メンバーたちは、バンド名について、嵐の神である「Zu」と、埋葬を意味する「(b)uria(l)」、湖を意味する「(l)ake」を繋いだものと説明している。

## 作品
- 2005年: Autumn of Sad Ode — Siming of Louian（Yn Gizarmとのスプリット盤、ブラック・ハピネス・プロダクション、ペスト・プロダクション、limited to 300 units）
- 2007年: Afterimage of Autumn（アルバム、ペスト・プロダクション）
- 2012年: Winter Mirage（EP、ペスト・プロダクション、limited to 500 units）
- 2015年: Gu Yan（EP、ペスト・プロダクション、limited to 200 units)
- 2015年: Yao Ji（シングル、Nuclear War Now! Productions)
- 2015年: Live in Beijing（ライブアルバム、ペスト・プロダクション、limited to 200 units）
- 2015年: Gu Yan（アルバム、ペスト・プロダクション）
- 2019年: Resentment in the Ancient Courtyard（EP、ペスト・プロダクション）